# ドラゴンクライシス!
『ドラゴンクライシス!』（Dragon Crisis!）は、城崎火也による日本のライトノベル。イラストは亜方逸樹が担当。スーパーダッシュ文庫（集英社）より2007年1月から2011年3月にかけて刊行された。略称は「ドラクラ」。
メディアミックスとして、2009年3月25日にフロンティアワークスよりドラマCDが発売された。また2011年1月から3月までテレビアニメが放送された。

## ストーリー
普通の高校生だった如月竜司の平穏な生活は、年上の再従姉・七尾英理子の帰国で一変する。彼女と共に闇ブローカーから強奪した箱の中にいたのは、ドラゴンの少女だった。ローズと名付けられた彼女はなぜか竜司に夢中。そして彼女を狙って闇組織が動き出す。ローズを守るため、竜司は過去のトラウマを越えて戦う決意をする。

## 登場人物
※声優は特記のない限り、ドラマCD版・テレビアニメ版共通。

### 主要人物
如月 竜司（きさらぎ りゅうじ）
声 - 下野紘 / 幼少期 - 藤田麻美（テレビアニメのみ）
本作の主人公。15歳の高校生（物語の途中で16歳になる）。9月2日生まれ。
両親は世界的に有名なトレジャーハンターで遺物使い。自身も遺物使いで才能があり、世界で8人目のレベル10の遺物使いであるものの、かつて呪念物を暴走させたトラウマから、遺物とは距離を置いていた。しかしローズとの出会いにより再び遺物やドラゴンに深く関わることになり、4巻でソサエティに登録した。
割と筋肉質な体と早熟したような落ち着いた物腰に加え、他人のことを真っ先に考える心優しい性格のため多くの異性から好意を寄せられている。しかし、極度の鈍感で、直接好意を示すローズやマルガ以外の人物からの想いにはほとんど気づいていない。押しの弱い性格のため、普段はローズや英理子に振り回されているが、しっかりとした芯を持ち、ここぞという時の行動力には目を見張るものがある。
ローズと契約（エンゲージ）を結んでおり、左手と彼女の右手を合わせることで絶大な炎の力を発揮する。卵が苦手で蛙がこの世で一番大嫌い。
11巻にて瀕死の重傷を負うも、ローズとの奇跡のエンゲージにて死の淵から生還。ローズ奪還のために仲間と共に奔走し、同じレッド・ドラゴンとそのパートナーを退けた。
スラッシュ・ブレス
ドラゴンの牙で作られた短剣型のSランクの遺物。本来Sランクの遺物の個人所有は認められないが、竜司の両親とソサエティとの取引により特例で所持している。振るうことで斬撃を飛ばし、敵や結界を切り裂く。またローズとエンゲージすることで、炎を起こし鋼鉄をも切り裂く。

ローズ
声 - 釘宮理恵
炎を操るレッドドラゴンで、金髪と空色の瞳を持つ美少女。
見た目は13・4歳ほどだが実年齢は10歳（物語の途中で11歳に）。孵化したのが竜司の誕生日だったので彼と同じく9月2日生まれ。アルバニア出身。一人称は「私」「ローズ」。
出会ったとき左手の甲の竜紋がバラのような模様だったことから、英理子（アニメでは竜司）に命名された。性格は純真で無邪気。孵化直後から竜司のことが大好きで、彼が他の女性ばかり相手にしていると嫉妬して怒り出す。彼女の操る炎には、エンゲージを含め石化や呪いを無効化する浄化作用がある。また2人のエンゲージは空間を超越する。
4巻から「ローズ・キサラギ」の名で竜司と同じ高校に通いだし、7巻で成竜の儀をした。好物はアイス。お茶が苦手。
レッド・ドラゴンの中でも特に強力な血筋の持ち主で、彼女のことを知る者からは「姫」と呼ばれる（イヤミなどではなく、本当にそういう風に言い伝えられている）。
竜司のことを思うあまり暴走することも。12巻での竜司の蘇生は彼女のそれが顕著に現れたものと言える。
8巻では精神が不安定となり、それが理由で死に瀕するが、竜司たちの活躍で完治する。その時、急に大人にならなくても大丈夫という竜司の思いが反射したのか、時間をかけて隣にいても大丈夫な存在になろうと決意する。
13巻でエンゲージの完成体を持ってビースト・マスターを退けた。
七尾 英理子（ななお えりこ）
声 - ゆかな
竜司の再従姉で大学生の19歳。スタイルが良く美人だが、性格は極めて強引。レベル7の遺物使い（4巻にてビアンカの測定を受けた時はレベル8に相当する数値に変化していた）。資産家の令嬢であり、かつて奪われた家の遺物を探している。豪邸に住んでいたが、1巻にてファングの襲撃で全壊したため、竜司の部屋にローズ共々住みついている。愛車はMNH10型トヨタ・アルファードとE63型BMW・6シリーズ。
自らのスタイルを自覚しており、それを利用して竜司をよくからかう。
ローズを娘、もしくは妹のように思っているが、それが原因で母親じみた思考になっているのが悩み。
ステッキ
Bクラスの遺物。奇跡を起こせる、と吹聴していたマジシャンの使っていたもの。「幻舞『○○』」と叫ぶことで様々な幻覚を見せることができる。
真実の恋（トゥルー・ラブ）
Aクラスの遺物。恋人に裏切られた女性が持っていたといわれるイヤリング。身に着けることで相手の本心を聞くことができるが、女性にしか扱えない。かつて七尾家が所有していたがファングに奪われ、オニキスと古森が片方ずつ所有していた。真実を言っているときは何も起こらないが、嘘、偽りを言うとイヤリングが鳴り、本心が相手の言葉とは別に聞こえる。

江藤 実咲（えとう みさき）
声 - 仁後真耶子
竜司の幼なじみでクラスメイト。竜司に片思い中。不運体質な同級生で英理子の家の近所に住んでいる。嬉しい時でも辛い時でも口にしてしまう「はう,,,」が口癖（家族から止めるように忠告されているのだが治らない）。小さい胸がコンプレックス。遺物やドラゴンのことは全く知らなかったが、オニキスやサフィが力を使用している瞬間を目撃し、ドラゴンの存在を知った。海へ行った時、ローズの口からエンゲージのことを聞き、最初は婚約しているのではと勘違いしていた。アイをライバル視している。
押しは弱いが、根性はあり、努力家。
12巻で決戦へと向かう竜司に告白するも、竜司がそれをどう受け取ったのかは定かではない（ただし彼女は帰って来てからでもまた言えると、成長した考えと精神を既に手にしていた）。
マルガ
声 - 堀江由衣
フルネームはマルガリーテ。氷と雪を司るホワイトドラゴンの皇女。竜紋はマーガレットの花のような形に見える。竜司にアイス・レイジの奪還を依頼しにやってきた。当初は人間に対して偏見を抱いており、人間とエンゲージしたローズにも憤慨していた。
しかし、竜司と接するうちに彼の優しさに触れて好意を抱くようになり、ローズにライバル視された。オニキスとは幼なじみ。
本来ならマルガリーテという名前の愛称は“リタ”や“メグ”。“マルガ”というのは祖国では異端視された叔父がつけた愛称。彼の形見の一つと、大切にしている。
芯が強く、ローズを救うために王国最強と謳われた両親と考えの違いを主張したり、2人に時代の変わり目を説いたりした。
アイ
声 - いのくちゆか
本名は「牧原 愛華（まきはら あいか）」。15歳。右目が金色、左目が銀色の美少女。右腕に埋め込まれた遺物「人狼の牙」による人狼の力を持ち、それを発揮する時や興奮した際には狼の獣耳と尻尾が出る。冷静な思考の持ち主。
赤ん坊のころに斎木によって誘拐され、遺物を体内に埋め込む実験台にされたことによって右目が変色、右肩に黒い炎の様な模様が発生した。彼の命令で遺物専門の怪盗「オッドアイ」として高ランクの遺物を盗み続けていたが、竜司たちによって古森が倒された後、両親のもとに返された。
獣化した時は身体能力と動体視力が格段に高くなり、ビアンカの測定によると、人狼の姿の時はレベル8の遺物使いに相当する能力値を示している。
現在は両親の過保護も手伝って相当なお嬢様学校である藤貴女学院に通っているが、その制服の価値を知らず歩いているので近寄ってくる男は数知れず。
竜司に好意を持っていることは誰の目にも明らかであるが、本人は隠しているつもりらしい。実咲をライバル視している。獣耳などを擽られるのが大の苦手で、特に尻尾を掴まれると「キュウ」と言いながら大人しくなってしまう。
サフィ
声 - 加藤英美里
水を操るブルードラゴンの少女。ローズと同じ10歳。5歳の時、巣から抜け出して迷っている際オニキスに助けてもらってから彼に好意を持っている。
オニキスを自分の夫にするためローズの恋を応援している。2年前にオニキスに成竜の儀をしてもらったが、ドラゴンとしては未熟で、川や池などがあれば別だが、水気の無いところでは半径2mほどの場所に土砂降りの雨程度の水を掛けることしかできない。また、それをもってしても高威力の攻撃はできない。
しかし反面、治癒や浄化の力が使える。しかし未熟なため、その力も使い切った後は暫くの間飛べなくなるほどの体力を消耗する。料理が得意。
オニキスと行動を共にしてはいるが、ファングの構成員ではないため組織の活動内容の詳細までは知らない。

### 世界遺物保護協会（ソサエティ）
ビアンカ・A（アレッサンドラ）・ルー
声 - 松岡由貴
世界遺物保護協会の研究者。赤毛であり、チャイナ服の上に白衣を着ている。一人称は「ボク」。遺物使いとしてはレベル4と平凡だが、研究者としての能力は非常に高い。ただし性格はかなり自分勝手なところがあり、目的のためなら手段を選ばず、越権行為も辞さない。また極度の近眼で眼鏡が無くなると暴れだす。
過去に竜司の父に命を救われたことがあり、憧れているが、竜司の写真と実績、能力を見てからは彼にも興味津々である。
5巻の最後で竜司たちの暮らすマンションの隣室に引っ越してきた。よく、竜司たちの部屋に入ってくる。
戸倉（とくら）
声 - 飛田展男
世界遺物保護協会の研究者の一人。見た目からはあまり分からないが協会日本支部での立場は結構高く、機密情報も数多く知っている。
ドラゴンの研究に専念しており、それ以外のことにはほとんど見向きもしない。英理子のブレイン的な存在でもある。アニメ第3話でペーパードライバーであることが判明し、オニキスが乗っていた黒のレクサス・LSを運転した。
デレク・ケラー
サンフランシスコ支部に勤めているビアンカの上司。自由奔放、我が道を行くビアンカに振り回され続けているため胃潰瘍と髪が禿げないか気にかけている。
かつてビアンカから眼鏡が無くなると非常に困るということを聞き、日ごろの仕返しのために眼鏡を隠し、暴れだしたビアンカに肋骨を折られ病院送りにされたことがある。
ジョージ・エヴァンス
声 - 宮本充
イングランド聖人会の敬虔な信者であり、レベル10の遺物使い。30歳前後と老けて見えるが19歳のイギリス人。「おっさん」と言われたことも。
教会を荒らしたり、小さな子に乱暴しようとする輩には激怒して、アイス・レイジを振り回すクセがでる（実際は呪念物の影響）。
ローズの事を故郷の3人の妹と重ねて優しく接し、彼女の正体が分かった時には苦しんだ。
悪魔の遣いとされるレッド・ドラゴンと竜司を殺そうと来日する。しかし性格は穏やかであり、正体を知らなかったときは竜司やローズにも優しく接し、マルガには一目惚れまでしていた。竜司たちとの戦闘後、和解した。
4巻では謎の敵に襲われて重傷を負った。
アイス・レイジ
大剣型のSクラスの遺物。入手経路などからエディンバラの教会で保管されていた。斬った対象を凍らせる力を持つ。かつてドラゴンを倒した勇者の剣とされていたが、その正体はあるドラゴンの怨念が込められた呪念物。ジョージを操り暴走したため、竜司により破壊される。

園田 英生（そのだ ひでお）
沙織と親しい協会の幹部。32歳。
ドラゴンであるローズを手に入れようと画策するが、最終的に逮捕される。

### ファング
オニキス（後述）が創設した世界中の遺物を集めるための組織。協会でも全てを把握し切れず、独自の幅広い情報網を持っている。
オニキス
声 - 神谷浩史
腐食と破壊の力を操るブラックドラゴンの少年。ファングの創始者であり、欲しいものは何でも手に入れようとする強引かつ自分勝手な性格。ただし女性には甘く、ローズを攫うことを除けば危害を加えない。
翼の起こす風に破壊の力を持たせたり、腐食の霧を生み出したりする。
竜司との共通点としては我侭な女性に振り回されていること。1巻でローズを自分のものにしようとするが、彼女とエンゲージした竜司の前に敗れて姿を消す。しかし、7巻にてその傷が癒え再登場した。
幼い頃はしばらくの間、ホワイトドラゴン皇国で育った。苦手なものはマルガ。
移動手段としてレクサス・LSに乗っている。
アニメではコミカルな部分はほぼなく、竜司に嘘をついてまでローズを得ようとしたりと冷徹な部分が強調されている。ドラゴンと人間は決して結ばれないと断言していたが、竜司とローズに敗北した後は、撤回を認めさせている。しかも、ホワイトドラゴンの宮殿に忍び込み、古い文献などを調べ、竜司が特別な存在であることを突き止める。
甲斐（かい）
声 - 佐古真弓
ファングに所属するオニキスの部下。実は甲斐コンツェルンという大財閥の長女で、その類稀なる才能から将来を有望視されていたが、オニキスと出会ってからは弟に任せてしまっている。時々コンツェルンのほうから電話がかかり、その度に知恵を貸している。オニキスに好意をもっている。

### その他
如月 黎一郎（きさらぎ れいいちろう）
声 - 内田直哉
竜司の父親。40歳。フリーの遺物使いで、遺物専門のトレジャーハンター。
かつてハイブリッド・ウェポンのネオゴーレムの研究による暴走からビアンカを救っているが、両親の本質を知る竜司は「そのとき持っていた遺物の力を試したかっただけ」と推測している。
息子である竜司から見ても長身でハンサムらしいが、その実、中身はやんちゃ坊主らしい。
如月 羽奈（きさらぎ はな）
声 - 玉川砂記子
竜司の母親。40歳。彼女たちの乗る乗り物は高確率で脱線・墜落するらしい（ただし必ずと言っていいほど無傷）。
相川 真央（あいかわ まお）
声 - 橘田いずみ
竜司や実咲のクラスメイト。実咲の親友で、竜司との恋の応援をしている。積極的で活発な女性。実咲をかわいがる一方、ローズやアイに対して敵対心を持っている。
相川 真人（あいかわ まさと）
声 - 田邉真悟
竜司の同級生で、親友。真央の双子の兄（アニメでは弟）。美女に目がなく必ずちょっかいを出す。ビアンカにもちょっかいを出すが、後に彼女の正義の鉄拳（？）制裁を受けてしまう。
女運が悪く、逆に女性に好かれやすい竜司を羨み嫉妬するシーンも時折ある。
斎木（さいき） / 古森（ふるもり）
声 - 堀江一眞
新参のコレクターとして竜司たちに接触してきた青年。かつて世界遺物協会の天才的な研究員であったが、秘密裏に行ってきた残虐な実験が明るみに出たことにより協会を追放。遺物犯罪者収容所に送られ、死亡したとされていたが自力で脱獄。その後立ち寄った牧原邸で生まれたばかりのアイを誘拐し自身の手駒としていた。
愛する人を呪念物のせいで失っている（協会が特殊な遺物を貸し出せば助かっていたらしいが、貸し渋られたか握り潰されたかで借りられず、以降協会を憎んでいた）。
事件後、原作では協会に連行されたが、アニメでは遺物の力で肉体を霧散させ、消えていった。
三奈木 沙織（みなぎ さおり）
三奈木財閥のお嬢様でレベル9の遺物使い。竜司が登録するまでは日本最高の遺物使いだった人物。
1番に執着心を持ち、レベル10の竜司のことを調査するために園田の悪だくみに乗って婚約者と偽って接近。力の消失を目論むが、自らもとばっちりを受け、しかもなお優しい竜司に自らの行いを恥じた。
彼に本当に惚れているか否かは不明だが、それらしい描写は見受けられる。
3人の兄がいる。
関口 努（せきぐち つとむ）
沙織の1歳年下の幼馴染。レベル5の遺物使い。
園田 貴生（そのだ たかお）
自らをビースト・マスターと称する9人目のレベル10。レッド・ドラゴンのマリアとエンゲージを結び、オニキスを一撃で倒すなど、相当の猛者。
園田 英生（前述）の弟で30歳。獣を自在に指揮し、従わせる能力を持つ。今日のドラゴンについて分かっていることは、9割方彼の手記が元。
竜司をドラゴン・マスターだと思って瀕死の重傷を負わせた。世界一の猛者になるため、あらゆる強さにつながるものを集め、障害を排する。
マリアがついて来るのは自らの能力のせいだと思っていて、様々な人体実験を彼女に行う。しかし、実際は彼女が彼を好きだったから。竜司とローズのペアに敗北し、真実を知った後、彼女を守るためにアルバニアに療養に。
マリア
もう一人のレッド・ドラゴン。ローズと同じ金髪碧眼の20歳。貴生とエンゲージを結んでいる。孵化した時から貴生と共にいた。
自分が彼について行くのは彼の能力のせいだと思っていたが異なることが発覚。彼のことを好きだと理解した。
彼のことを思い、人体実験に進んで身を明け渡す。そのため、彼女の体は既に限界だった。
ハイライトの無い目をしているが、心は優しい。

## 用語
遺物（ロスト・プレシャス）
古い道具などが特殊な能力を持つようになったもののこと。人の意志が篭もることなどによって出来上がる。ただし使うには特殊な能力を必要とし、特殊能力には強弱がある。S、A〜Eのランクがあり、Sランクともなると非常に強力なため、基本的に個人での所持はできない（竜司のスラッシュ・ブレスなどは特例）。
遺物の中には遺物が所有者を選ぶ「選択する遺物」（チョイス・プレシャス）というものもある。
呪念物（カーズド・プレシャス）
遺物のうちで呪詛の念や以前の持ち主の強い残留理念が篭もったもの。能力者が持つと時にその意志を乗っ取って暴れ、他者に被害を与えるが、極稀にそうでないものも存在する。竜司は一度取り付かれて暴走し、英理子に怪我を負わせてしまったことがトラウマの一端になっていた。非常に希少だが強力な呪念物と遺物使いの怨念が混ざり合って一つの遺物となる複合呪念物が存在する。
遺物使い（ブレイカー）
遺物の能力を使える人間のこと。使える能力にも個人差があり、1から10でレベル分けされている。レベル10は世界に7人しかいない（竜司は8人目。貴生は9人目）。
世界遺物保護協会（ソサエティ）
世界の遺物を保護・管理・研究することを目的とする組織。本部はアメリカ・ニューヨークにあり、各国に支部を持つ。
セブン・テイルズ
英理子が発足した遺物保護団体。ただしメンバーが英理子と竜司（強引に加入させられた）だけと規模が小さすぎたため世界遺物保護協会に承認を却下されたため、非公式。
ファング
オニキスが率いる闇ブレイカー組織。母体はかつてのホワイト・ドラゴンズ・オーダーにおけるオニキスの信奉者たち。ハイブリッドウエポンを装備し世界遺物協会の内情に詳しいなど世界遺物協会にも内通者がいるような場面が多々見られる。
ドラゴン
竜の総称。翼を持った巨大な爬虫類の姿で知られている。ただし、この物語世界では生まれたときには人間の姿（爬虫類のような姿になれるのは成体）で、異なるのは片手の甲に鱗が並んだ部分（竜紋）があること。
卵から孵化した段階で人間の10代半ば程の姿を持ち、次第に成長すると竜の姿や特殊能力を発揮できるようになる。いくつかの種族があり、それぞれ隔離された結界に暮らし、多数の遺物を蓄えている。ドラゴン自身も遺物を作る能力がある。
基本的にはドラゴンは世話をするドワーフと共に個々で暮らしているがホワイトドラゴンは一箇所に集まり「ホワイトドラゴン皇国」を建国している。
竜紋の色や形、更には気性はドラゴンの種族によって異なる。
例えばホワイト・ドラゴンは理知的だが、レッド・ドラゴンは烈火の如く気性が荒い（ローズとマリアに共通する孵化直後の一目惚れの件は不明）。ブラック・ドラゴンは力のある雄がハーレムを作るが、ホワイト・ドラゴンは一夫一婦制、など。

## 既刊一覧
- 城崎火也（著）・亜方逸樹（イラスト） 『ドラゴンクライシス！』 集英社〈スーパーダッシュ文庫〉、全13巻
  1. 「真紅の少女」2007年1月30日第1刷発行（1月25日発売[5]）、ISBN 978-4-08-630339-2
  2. 「依頼人は皇女さま」2007年4月30日第1刷発行（4月25日発売[6]）、ISBN 978-4-08-630353-8
  3. 「愛しのオオカミ少女」2007年8月30日第1刷発行（8月24日発売[7]）、ISBN 978-4-08-630373-6
  4. 「新学期は大騒ぎ!!」2007年12月25日第1刷発行（12月20日発売[8]）、ISBN 978-4-08-630393-4
  5. 「ローズの覚醒」2008年4月30日第1刷発行（4月25日発売[9]）、ISBN 978-4-08-630419-1
  6. 「ドイツ恋占い騒動」2008年7月30日第1刷発行（7月25日発売[10]）、ISBN 978-4-08-630435-1
  7. 「オトナの儀式」2008年11月26日第1刷発行（11月21日発売[11]）、ISBN 978-4-08-630456-6
  8. 「最強メンバー集結!!」2009年3月30日第1刷発行（3月25日発売[12]）、ISBN 978-4-08-630477-1
  9. 「婚約者は突然に!?」2009年8月30日第1刷発行（8月25日発売[13]）、ISBN 978-4-08-630501-3
  10. 「ヒロインは誰!?」2009年12月30日第1刷発行（12月25日発売[14]）、ISBN 978-4-08-630520-4
  11. 「マジックタイム」2010年5月30日第1刷発行（5月25日発売[15]）、ISBN 978-4-08-630544-0
  12. 「決戦前夜の少女たち」2010年11月30日第1刷発行（11月25日発売[16]）、ISBN 978-4-08-630578-5
  13. 「二人のエンゲージ」2011年3月30日第1刷発行（3月25日発売[17]）、ISBN 978-4-08-630601-0

## ドラマCD
フロンティアワークス、2009年3月25日発売、FCCN-0044
キャストはアニメ放送にあたって変更はされていない。内容はドラマCDオリジナルストーリーのパラレルワールド。初回特典はイメージソング「私を呼んで-Say My Name,Darlin」を収録したディスクが付属。

## テレビアニメ
2010年7月にテレビアニメ化が発表され、2011年1月から3月まで読売テレビ・キッズステーションほかにて放送された。全12話。

### スタッフ
- 原作 - 城崎火也（集英社スーパーダッシュ文庫刊）[3]
- 原作イラスト - 亜方逸樹[3]
- プロデュース - 沼生祐介[3]、足立聡史[3]、大熊保幸[3]
- プロデューサー - 稲垣高広[3]、池田慎一[3]、高野貴志[3]、米倉功人[3]、角田博昭[3]、新宿五郎[3]
- 監督 - 橘秀樹[3]
- シリーズ構成 - 倉田英之[3]
- キャラクターデザイン・総作画監督 - 石浜真史[3]
- サブキャラクターデザイン - 小坂知
- メカニックデザイン - 常木志伸[3]
- プロップデザイン - 森崎貞[3]
- 美術監督 - 伊東和宏[3]
- 色彩設計 - もちだたけし[3]
- 撮影監督 - 下崎昭[3]
- 編集 - 松村正宏[3]
- 音響監督・整音 - はたしょう二[3]
- 音楽 - 宮崎誠[3]
- 音楽プロデューサー - 宮本純乃介[3]
- 音楽制作 - スターチャイルドレコード
- アニメーションプロデューサー - 松田桂一[3]
- アニメーション制作 - Studio DEEN[3]
- 製作 - ドラクラ!製作委員会[4]（キッズステーション、キングレコード[3]、集英社[3]、読売テレビ[3]、YTE[3]、ダックスプロダクション[3]）

### 主題歌
「インモラリスト」
堀江由衣によるオープニングテーマ。作詞・作曲は清竜人、編曲はたかはしごう。
「ミライボウル」
ももいろクローバーによるエンディングテーマ。作詞は村野直球、作曲は前山田健一と大隅知宇、編曲はNARASAKI。

### 各話リスト
| 話数 | サブタイトル       | 脚本     | 絵コンテ         | 演出         | 作画監督                   | 初放送日       |
| ---- | ------------------ | -------- | ---------------- | ------------ | -------------------------- | -------------- |
| 1    | さらわれた少女     | 倉田英之 | 橘秀樹           | 橘秀樹       | 江森真理子                 | 2011年 1月11日 |
| 2    | 黒の襲撃           | 倉田英之 | 橘秀樹           | 間島崇寛     | 亀谷響子 森下昇吾          | 1月18日        |
| 3    | 決意の契約         | 倉田英之 | 木村隆一         | 木村隆一     | 江森真理子 津熊健徳        | 1月25日        |
| 4    | 海辺の美少女       | 倉田雅弘 | 名村英敏         | 吉田俊司     | 牧内もも子 門智明          | 2月1日         |
| 5    | 忌まわしき覚醒     | 倉田雅弘 | 加藤敏幸         | うえだしげる | 氏家章雄                   | 2月8日         |
| 6    | 狼の襲撃           | 倉田英之 | 小島正士         | 間島崇寛     | 津熊健徳 武本大介          | 2月15日        |
| 7    | 狼たちの真実       | 倉田英之 | ふくだのりゆき   | 小林浩輔     | ふくだのりゆき 筆坂明規    | 2月22日        |
| 8    | 危険なテスト       | 倉田英之 | 室井ふみえ       | 室井ふみえ   | 石川洋一 北原広大          | 3月1日         |
| 9    | 真実の鏡           | 城崎火也 | ユキヒロマツシタ | サトウ光敏   | 稲田真樹 亀谷響子          | 3月8日         |
| 10   | オトナの儀式       | 倉田英之 | ユキヒロマツシタ | うえだしげる | 氏家章雄 望月謙            | 3月15日        |
| 11   | ドラゴンクライシス | 倉田英之 | 桃瀬まりも       | 池田重隆     | 阿部達也 吉川真一 伊藤美奈 | 3月22日        |
| 12   | エンゲージ         | 倉田英之 | 橘秀樹           | 間島崇寛     | 津熊健徳                   | 3月29日        |

### 放送局
| 放送期間                | 放送時間                     | 放送局             | 対象地域   | 備考                                           |
| ----------------------- | ---------------------------- | ------------------ | ---------- | ---------------------------------------------- |
| 2011年1月11日 - 3月29日 | 火曜 1:30 - 2:00（月曜深夜） | チバテレビ         | 千葉県     |                                                |
|                         |                              | とちぎテレビ       | 栃木県     |                                                |
|                         | 火曜 1:44 - 2:14（月曜深夜） | 読売テレビ         | 近畿広域圏 | 製作参加 / 「MONDAY PARK」第1部                |
|                         | 火曜 1:45 - 2:15（月曜深夜） | tvk                | 神奈川県   |                                                |
| 2011年1月12日 - 3月30日 | 水曜 0:00 - 0:30（火曜深夜） | キッズステーション | 日本全域   | 製作参加 / リピート放送あり / エンドカードあり |
|                         | 水曜 2:30 - 3:00（火曜深夜） | TOKYO MX           | 東京都     |                                                |
|                         | 水曜 2:44 - 3:14（火曜深夜） | 中京テレビ         | 中京広域圏 |                                                |
| 2011年1月13日 - 3月31日 | 木曜 2:00 - 2:30（水曜深夜） | テレ玉             | 埼玉県     |                                                |

| 配信期間               | 配信時間       | 配信サイト                                                                             |
| ---------------------- | -------------- | -------------------------------------------------------------------------------------- |
| 2011年1月14日 - 4月1日 | 金曜 0:00 更新 | ShowTime GYAO!ストア アニメワン DMM.com バンダイチャンネル アニメイトTV テレビドガッチ |
| 第1話のみ無料配信。    |                |                                                                                        |

### 関連商品

#### Blu-ray / DVD
2011年3月9日から7月27日まで全6巻が発売された。パッケージはテレビアニメでキャラクターデザインを担当した石浜真史による描下ろしイラストを使用した外箱クリアケースのデジパック仕様になっている。
| 巻数 | 発売日        | 収録話          | 規格品番  | 規格品番 |
| 巻数 | 発売日        | 収録話          | DVD       | Blu-ray  |
| ---- | ------------- | --------------- | --------- | -------- |
| 1    | 2011年3月9日  | 第1話 - 第2話   | KIBA-1838 | KIXA-89  |
| 2    | 2011年3月23日 | 第3話 - 第4話   | KIBA-1839 | KIXA-90  |
| 3    | 2011年4月27日 | 第5話 - 第6話   | KIBA-1840 | KIXA-91  |
| 4    | 2011年5月25日 | 第7話 - 第8話   | KIBA-1841 | KIXA-92  |
| 5    | 2011年6月22日 | 第9話 - 第10話  | KIBA-1842 | KIXA-93  |
| 6    | 2011年7月27日 | 第11話 - 第12話 | KIBA-1843 | KIXA-94  |

#### CD

##### サウンドトラック
テレビアニメ本編のサウンドトラック。2011年2月23日にスターチャイルドから発売された。劇中で流れたBGMと主題歌のTV SIZEバージョンが収録されている。また、楽曲の作曲は宮崎誠が手掛けている。

##### キャラクターソングアルバム
テレビアニメ本編のキャラクターソングアルバム。2011年3月23日にスターチャイルドから発売された。
如月竜司、ローズ、七尾英理子、マルガ、アイ、オニキスのキャラクターソングが収録されており下野紘、釘宮理恵、ゆかな、堀江由衣、いのくちゆか、神谷浩史が歌唱参加している。また、竜司とローズとマルガのみソロ曲がその他は複数人数による楽曲になっている。CDジャケットには、竜司、ローズ、七尾英理子、アイ、オニキスが描かれている。
作品のコンセプトは、「交響曲」であり収録曲が全4楽章に分けられており、1曲目の「Introduction」が序章、2曲目から3曲目が第一楽章、4曲目から8曲目が第二楽章、9曲目から11曲目が第三楽章、12曲目から14曲目が第四楽章という構成になっている。また、全曲の作詞、作曲、編曲は宮崎誠が手掛けている。
収録曲
| 全作詞・作曲・編曲: 宮崎誠。 |                                     |           |            | |      |
| #                            | タイトル                            | 作詞      | 作曲・編曲 | 歌 | 時間 |
| 1.                           | 「Introduction」                    | 宮崎誠    | 宮崎誠     | - | 2:33 |
| 2.                           | 「starting」                        | 宮崎誠    | 宮崎誠     | - 如月竜司（下野紘） - ローズ（釘宮理恵）                                                                                           | 3:40 |
| 3.                           | 「Welcome to the Brand New World」  | 宮崎誠    | 宮崎誠     | - 如月竜司（下野紘） - ローズ（釘宮理恵） - 七尾英理子（ゆかな）                                                                    | 3:18 |
| 4.                           | 「All for you」                     | 宮崎誠    | 宮崎誠     | ローズ（釘宮理恵） | 1:53 |
| 5.                           | 「White Moon」                      | 宮崎誠    | 宮崎誠     | マルガ（堀江由衣） | 2:10 |
| 6.                           | 「beautiful beast」                 | 宮崎誠    | 宮崎誠     | - 如月竜司（下野紘） - アイ（いのくちゆか）                                                                                         | 1:47 |
| 7.                           | 「Fall in Love」                    | 宮崎誠    | 宮崎誠     | - 如月竜司（下野紘） - マルガ（堀江由衣） - アイ（いのくちゆか）                                                                    | 1:02 |
| 8.                           | 「All for you #2」                  | 宮崎誠    | 宮崎誠     | ローズ（釘宮理恵） | 1:44 |
| 9.                           | 「Under the Moon」                  | 宮崎誠    | 宮崎誠     | オニキス（神谷浩史） | 1:40 |
| 10.                          | 「Light and Shadow」                | 宮崎誠    | 宮崎誠     | - 如月竜司（下野紘） - オニキス（神谷浩史）                                                                                         | 2:46 |
| 11.                          | 「destiny」                         | 宮崎誠    | 宮崎誠     | - 如月竜司（下野紘） - ローズ（釘宮理恵） - オニキス（神谷浩史）                                                                    | 4:40 |
| 12.                          | 「Everlasting Flower」              | 宮崎誠    | 宮崎誠     | 如月竜司（下野紘） | 2:11 |
| 13.                          | 「curtain call」                    | 宮崎誠    | 宮崎誠     | - 如月竜司（下野紘） - ローズ（釘宮理恵） - 七尾英理子（ゆかな） - マルガ（堀江由衣） - アイ（いのくちゆか） - オニキス（神谷浩史） | 2:56 |
| 14.                          | 「Everlasting Flower -大切な想い-」 | 宮崎誠    | 宮崎誠     | - 如月竜司（下野紘） - ローズ（釘宮理恵） - 七尾英理子（ゆかな） - マルガ（堀江由衣） - アイ（いのくちゆか） - オニキス（神谷浩史） | 4:47 |
| 合計時間:                    | 合計時間:                           | 合計時間: | 37:07      | |      |

### Webラジオ
『ドラクラジオ!二人のロスト・プレシャス』は、下野紘と釘宮理恵がパーソナリティを務めるWebラジオ。情報コーナーは相川真央役の橘田いずみが担当。2011年1月から放送のアニメ版に先行して、HiBiKi Radio Stationで2010年12月10日から2011年4月22日まで全10回配信された。
放送時間
- HiBiKi Radio Station
  - 配信期間：2010年12月10日 - （隔週金曜日）

コーナー紹介
リュウジ、おしえて！
釘宮理恵演じるレッド・ドラゴンの少女・ローズは、最初「リュウジ」しか言葉を喋れないので、下野紘演じる竜司が言葉もしくは言葉の意味をいろいろと教えていくコーナー。

ゲスト
- #3（2011年1月14日配信分）：ゆかな
- #5（2011年2月11日配信分）：堀江由衣
- #7（2011年3月11日配信分）：仁後真耶子
- #9（2011年4月8日配信分）：いのくちゆか

## 漫画
『ドラゴンクライシス!』（漫画 - 大田優一、原作 - 城崎火也、キャラクター原案 - 亜方逸樹）
スーパーダッシュ文庫ホームページにて掲載中
ジャンプSQ.2011年5・6月合併号別冊付録『スーパーダッシュ漫画プログラム』にて1話のみ掲載。
単行本
2011年10月25日発売、ISBN 978-4-0878-2394-3